# Aleación de ley
Aleación de ley es una novela de fantasía escrita por el autor estadounidense Brandon Sanderson. Su versión original fue publicada el 8 de noviembre de 2011 por Tor Books y la traducción en español fue publicada en España por la editorial Nova el 19 de septiembre de 2012. Es la cuarta novela de la saga de Nacidos de la bruma, seguido por Sombras de identidad, Brazaletes de Duelo y el metal perdido los cuáles constituyen la tetralogía de la segunda era de Nacidos de la bruma.

## Desarrollo
Tras la popularidad de la primera trilogía y para preparar a los lectores para una segunda, Sanderson escribió esta novela como una secuela de transición, que terminó por convertirse en el primer libro de la tetralogía de Wax y Wayne, situándose 300 años después de la finalización de lo que se conoce como la Era 1 de la saga Nacidos de la Bruma e iniciando la Era 2 de esta saga. Este libro tuvo su continuación con Sombras de Identidad, publicado originalmente en inglés el 6 de octubre de 2015.

## Sinopsis
Han pasado ya trescientos años desde los acontecimientos narrados en la primera trilogía de la saga y Scadrial se encuentra ahora cerca de la modernidad: ferrocarriles, canales, iluminación eléctrica y los primeros rascacielos invaden el planeta. Aunque la ciencia y la tecnología están alcanzando nuevos retos, la antigua magia de la alomancia continúa desempeñando un papel fundamental. En una zona conocida como los Áridos existen herramientas cruciales para aquellos hombres y mujeres que intentan establecer el orden y la justicia. Uno de estos hombres es Lord Waxillium Ladrian, experto en metales y en el uso de la alomancia y la feruquimia.
Después de vivir veinte años en los Áridos, Wax se ha visto obligado, por una tragedia familiar, a volver a la metrópolis de Elendel. Sin embargo, y a su pesar, deberá guardar las armas y asumir las obligaciones que exige el hecho de estar rodeado de la clase noble. O al menos eso cree, ya que aún no sabe que las mansiones y las elegantes calles arboladas de la ciudad pueden ser incluso más peligrosas que las llanuras de los Áridos. Un skyline metálico de bruma, de ceniza y vapor conquista el cielo amenazando a todos aquellos que viven y luchan debajo de él.

## Personajes
- Wax: Waxillium “Wax” Ladrian, nacidoble del Hierro y Acero, actual señor de la Casa Ladrian y antiguo vigilante de la ley que trabajó por veinte años en los Áridos. Al regresar a Elendel para salvar a su casa de la ruina, tiene problemas para abandonar su trabajo como vigilante de la ley. Esto cambia cuando Wayne reaparece en su vida, momento en que Wax es arrastrado por el destino para volver a sus viejas costumbres y resolver el misterio detrás de los robos que están llevando a cabo de los Desvanecedores. Es un Nacidoble del Hierro y Acero.
- Wayne: nacidoble del Bendaleo y el Oro, vigilante de la ley y antiguo compañero de Wax. Maestro del disfraz y de la imitación, altamente capaz a la hora de recolectar información. Una de sus mayores características es su afición por realizar trueques injustos. intercambiando objetos sin apenas valor para poder conseguir otros mejores. Llega a Elendel investigando a los Desvanecedores y convence a Wax para volver a su vida como vigilante de la ley.
- Marasi: brumosa del Cadmio, estudiante de justicia legal y conducta criminal que en realidad sueña con convertirse en oficial de policía. Posee una gran manejo de rifles al ser habitual del club de tiro. Es la hija extramatrimonial de Lord Jackstom Harms. En público la presenta como su sobrina por vergüenza. Tras evitar ser secuestrada por los Desvanecedores, Marasi colabora con Wax y Wayne a lo largo de la trama.